# Хамас
Хамас (арап. حماس [Hamās], акроним од арап. حركة المقاومة الاسلامية [Harakat al-muqāwama al-islāmiyya], што приближно значи „Исламски покрет отпора”) је палестинска политичка и милитантна организација која од 2007. управља деловима Појаса Газе који је окупирао Израел.
Хамас је основао палестински имам и активиста Ахмед Јасин 1987. године, након избијања Прве интифаде против окупације Израела. Настао је из његове исламске добротворне организације Муџама ел Исламија из 1973. повезане са Муслиманским братством. Године 2006. Хамас је победио на парламентарним изборима у Палестини водећи кампању за чисту владу без корупције, у комбинацији са афирмацијом права Палестинаца на оружану борбу против окупације Израела, чиме је освојио већину у Националном савету Палестине. Хамас је 2007. преузео контролу над Појасом Газе од ривалске палестинске фракције Фатаха, којом од тада управља одвојено од Палестинске народне самоуправе. Након тога уследила је блокада Појаса Газе коју је водио Израел заједно са Египтом и више ратова са Израелом, који су се водили 2008—2009, 2012, 2014. и 2021.
Док се првобитно залагао за државу у читавим Британским мандатом над Палестином која би заменила Израел, Хамас је почео да пристаје на границе из 1967. у споразумима које је потписао са Фатахом 2005, 2006. и 2007. Хамас је 2017. објавио нову Повељу која подржава палестинску државу унутар граница из 1967. без признавања Израела. Док је Хамасова Повеља из 1988. нашироко описана као антисемитска, Повељом из 2017. уклонио је антисемитски наратив и навео да је Хамасова борба била са ционистима, а не Јеврејима. Хамас је промовисао палестински национализам у исламском контексту. Негује добре односе са државама као што су Египат, Иран, Катар, Саудијска Арабија, Сирија и Турска.
Хамас и Израел су учествовали у оружаном сукобу користећи ракетне нападе, ваздушне нападе и друге облике насиља. Неколико земаља, међу којима Аустралија, Канада, Израел, Јапан, Нови Зеланд, Уједињено Краљевство и Сједињене Америчке Државе, означило је Хамас као терористичку организацију.

## Оснивање
Хамас је основан 1987, из милитантног крила Муслиманског братства. Различите организације Хамаса су у остваривању својих циљева дјеловале политички, насиљем као и терористичким акцијама. Хамас је децентрализована организација, која при врбовању нових симпатизера и спонзора, промовисању својих циљева и растурања пропагандног материјала, дјелује тајно, али и јавно по џамијама и социјалним установама.
Посебно омиљена међу Палестинцима из Газе, Хамас добија све више на замаху и у другим предјелима Блиског истока. Највише због отворене и оружане борбе против Израела, али и због ангажовања на социјалном плану, организовању рада школа и других добротворних акција.
При својој борби (асиметрично вођење рата) против израелских цивила, Хамас употребљава и атентаторе самоубице. Највише због терористичких акција, Израел од 2004. приступа прецизном ликвидирању водећих активиста Хамаса.
Мировне иницијативе и преговоре, Хамас одбија као „чисто губљење времена“ и „бескористан напор“. Оне су „ништа друго него средство, убацивања невјерника као посредника у исламским земљама“. „За Палестину, не постоји другог рјешења од Џихада“.
Хамас означава цијели регион Палестине – самим тим и Израел, као „вјештачку ционистичку творевину“ – као „исламску колијевку“ коју не треба никада препустити „невјерницима“, и борбу за „освајање“ Израела проглашава дужношћу сваког муслимана. Та позиција је радикалнија од „свјетовне“ позиције Палестинске ослободилачке организације, која је 1988. признала суверенитет Држави Израел.

## Идеологија
Оснивачка повеља Хамаса из 1988. прокламује „дизање Алахове заставе изнад сваког палестинског пограничног камена“, као идеолошки циљ те организације. Последица тога би било укидање државе Израел, као и сваке секуларне институције у самој Палестини.
Та повеља се заснива на више антисемитских завереничких теорија које верују у истинитост Протокола сионских мудраца, као и у тезу о тајном заступању ционистичких интереса од стране слободних зидара, лионског и ротари клуба. Припадници Хамаса у Јеврејима виде одговорне за Француску револуцију, западни колонијализам, комунизам као и свјетске ратове.
Вође Хамаса негирају постојање холокауста. Својевремено је, од Израела ликвидирани вођа Хамаса Абделазиз ар-Рантиси, изјавио да се Холокауст никада није десио и да су ционисти подржавали и финансирали нацисте.